# Kleinich
Kleinich é um município da Alemanha, localizado no distrito de Bernkastel-Wittlich, estado de Renânia-Palatinado. Está situado na região de Hunsrück.
É membro de Verbandsgemeinde de Bernkastel-Kues.